# Paulina Buforn
Paulina Pérez Buforn (geboren am 25. Januar 1997 in Eivissa) ist eine spanische Handballspielerin, die auf der Spielposition im rechten Rückraum eingesetzt wird.

## Vereinskarriere
Paulina Buforn begann mit dem Handball bei HC Puchi, von dort wechselte sie 2015 zu KH-7 Granollers, mit dessen erster Mannschaft sie in der División de Honor, der ersten spanischen Liga, debütierte. In der Saison 2017/2018 lief sie für Balonmano Zuazo auf, von 2018 bis 2021 mit Mecalia Atl. Guardes. Im Jahr 2021 wechselte sie nach Frankreich zu Fleury Loiret HB. Seit dem Jahr 2022 läuft sie wieder in Spanien auf, nun für den Club Balonmano Porriño.

## Auswahlmannschaften
Auch für die spanischen Auswahlmannschaften lief Paulina Buforn auf.
Am 4. Dezember 2014 wurde sie erstmals für die Juniorinnenauswahl aufgeboten, sie bestritt drei Länderspiele für Spaniens Jugendmannschaft und warf darin insgesamt drei Tore.
Am 7. Juli 2017 lief Buforn erstmals für die spanische Nationalmannschaft auf. Sie stand im Aufgebot der Auswahl Spaniens für die Weltmeisterschaft 2023 und erzielte dort in sechs Spielen 23 Treffer. Mit der Auswahl nahm sie an der Europameisterschaft 2024 teil.

## Erfolge und Auszeichnungen
Paulina Buforn wurde in der Saison 2020/2021 als beste Rechtsverteidigerin der Liga Guerreras ausgezeichnet.

## Privates
Sie ist Juristin und Politikwissenschaftlerin.